# Rijm (taalkunde)
Het rijm van een lettergreep is het deel dat bestaat uit de verplichte nucleus en de optionele coda. De lengte van een lettergreep wordt bepaald door dit deel (zie ook mora). Het rijm van een lettergreep speelt verder een grote rol in poëtische teksten. 
| Rechts: in het meest vereenvoudigde model van een lettergreep worden de verplichte nucleus en de optionele anlaut en coda als gelijkwaardig behandeld. Hiernaast een voorbeeld met het Engelse woord cat. |

| Links: De delen van een lettergreep kunnen ook hiërarchisch worden geordend. In dit geval is het begrip "rijm" ook van belang. |

Boven: De hiërarchische lettergreepstructuur kan verder worden opgesplitst in fonemen.